# Rupert (Idaho)
Rupert is een plaats (city) in de Amerikaanse staat Idaho, en valt bestuurlijk gezien onder Minidoka County.

## Demografie
Bij de volkstelling in 2000 werd het aantal inwoners vastgesteld op 5645.
In 2006 is het aantal inwoners door het United States Census Bureau geschat op 5214, een daling van 431 (-7,6%).

## Geografie
Volgens het United States Census Bureau beslaat de plaats een oppervlakte van
5,3 km², geheel bestaande uit land. Rupert ligt op ongeveer 1264 m boven zeeniveau.

## Plaatsen in de nabije omgeving
De onderstaande figuur toont nabijgelegen plaatsen in een straal van 24 km rond Rupert.